# Constantin Carabela
Constantin Carabela (* 21. Juli 1940 in Sinaia) ist ein früherer rumänischer Biathlet.
Constantin Carabela ging in seiner aktiven Zeit für den Verein ASA Brașov an den Start. Er nahm erstmals 1964 an den Olympischen Winterspielen in Innsbruck teil und beendete das Einzel auf dem 14. Platz. Neben dem Olympiasieger Wladimir Melanin und dem Zweitplatzierten Alexander Priwalow war er nur einer von drei Startern ohne Schießfehler, doch seine schlechte Laufzeit – Carabella war hier auf dem 39. Rang von 49 Läufern – verhinderte eine noch bessere Platzierung. Auch 1968 in Grenoble erreichte er den 14. Platz im Einzel und wurde zudem mit Gheorghe Cimpoia, Nicolae Bărbășescu und Vilmoș Gheorghe Siebter im erstmals durchgeführten Staffelwettbewerb. Zwischen den Spielen erreichte er in der späteren Olympiabesetzung bei den Biathlon-Weltmeisterschaften 1966 in Garmisch-Partenkirchen den fünften Platz mit der Staffel, die erstmals im offiziellen Programm der WM ausgetragen wurde. 1972 startete Carabela in Sapporo zum dritten und letzten Mal bei Olympischen Spielen. Im Einzel erreichte er dieses Mal nur den 52. Platz und kam deshalb nicht in der Staffel zum Einsatz, wo Ion Țeposu seinen Platz einnahm.